# Туреччина на літніх Паралімпійських іграх 2024
Туреччина взяла участь у Літніх Паралімпійських іграх 2024, які пройшли з 28 серпня до 8 вересня у Парижі, Франція, з оновленою МПК офіційною назвою — Türkiye, а не Turkey, яка вживалася раніше. Країна брала учать у Літніх Паралімпійських іграх увосьме.

## Медалісти
| Медаль | Ім'я | Вид спорту       | Змагання                                    | Дата      |
| ------ | --- | ---------------- | ------------------------------------------- | --------- |
| Золото | Махмут Бозтеке | Тхеквондо        | Чоловіки до 63 кг.                          | 30 серпня |
| Золото | Ознур Джюре | Стрільба з лука  | Блочний лук, особистий залік                | 31 серпня |
| Золото | Жіноча голбольна команда - Фатма Ґюль Ґюлер Рейхан Їлмаз Севда Алтунолук Шейданур Каплан Кадер Челік Севтап Алтунолук | Голбол           | Жіночий чемпіонат                           | 5 вересня |
| Золото | Умут Унлю | Плавання         | Чоловіки, 50 м., вільний стиль S3           | 6 вересня |
| Золото | Ібрахім Бьолюкбаши | Дзюдо            | Чоловіки понад 90 кг. J2                    | 7 вересня |
| Золото | Умут Унлю | Плавання         | Чоловіки, 200 м., вільний стиль S3          | 7 вересня |
| Срібло | Алі Джан Озджан | Тхеквондо        | Чоловіки до 58 кг.                          | 29 серпня |
| Срібло | Ґамзе Ґюрдал | Тхеквондо        | Жінки до 57 кг.                             | 30 серпня |
| Срібло | Фатіх Челік | Тхеквондо        | Чоловіки до 70 кг.                          | 30 серпня |
| Срібло | Айсель Озґан | Стрільба         | Жінки, пневматичний пістолет, 10 метрів SH1 | 31 серпня |
| Срібло | Мохаммад Халванді | Легка атлетика   | Чоловіки, метання списа                     | 31 серпня |
| Срібло | Айсель Ондер | Легка атлетика   | Жінки, 400 м. T20                           | 3 вересня |
| Срібло | Абдуллах Каяпинар | Пауерліфтинг     | Чоловіки до 49 кг.                          | 4 вересня |
| Срібло | Берса Думан | Пауерліфтинг     | Жінки до 55 кг.                             | 5 вересня |
| Срібло | Садик Саваш Мурве Нур Ероглу                                                                                          | Стрільба з лука  | Класичний лук, командний залік              | 5 вересня |
| Срібло | Кюбра Коркут | Настільний теніс | Одиночний розряд, клас 7                    | 5 вересня |
| Бронза | Мер'єм Чавдар | Тхеквондо        | Жінки до 50 кг.                             | 29 серпня |
| Бронза | Абдуллах Озтюрк Несім Туран                                                                                           | Настільний теніс | Чоловіки, парний розряд MD8                 | 30 серпня |
| Бронза | Алі Озтюрк | Настільний теніс | Одиночний розряд, клас 5                    | 3 вересня |
| Бронза | Назміє Муратли | Пауерліфтинг     | Жінки до 45 кг.                             | 4 вересня |
| Бронза | Ебру Аджер | Настільний теніс | Жінки, індивідуальнальний розряд, клас 11   | 5 вересня |
| Бронза | Еджем Ташин | Дзюдо            | Жінки до 48 кг. J1                          | 5 вересня |
| Бронза | Джахіде Еке | Дзюдо            | Жінки до 48 кг. J2                          | 5 вересня |
| Бронза | Севіляй Озтюрк | Плавання         | Жінки, 50 м., батерфляй S5                  | 6 вересня |
| Бронза | Хакан Аккая | Фехтування       | Чоловіки, індивідуальна шпага, категорія А  | 6 вересня |
| Бронза | Фатма Дамла Алтин | Легка атлетика   | Жінки, стрибки в довжину T20                | 6 вересня |
| Бронза | Сібель Чам | Пауерліфтинг     | Жінки до 73 кг.                             | 7 вересня |
| Бронза | Назан Акин Ґюнеш | Дзюдо            | Жінки понад 73 кг. J1                       | 7 вересня |

### Дискваліфіковані медалісти
| Медаль | Ім'я           | Вид спорту     | Змагання             | Дата           |
| ------ | -------------- | -------------- | -------------------- | -------------- |
| Золото | Серкан Їлдирим | Легка атлетика | Чоловіки, 100 м. T12 | 31 серпня 2024 |

### Медалі за видами спорту
| Sport            | 1 | 2  | 3  | Загалом |
| Плавання         | 2 | 0  | 1  | 3       |
| Тхеквондо        | 1 | 3  | 1  | 5       |
| Стрільба з лука  | 1 | 1  | 0  | 2       |
| Дзюдо            | 1 | 0  | 3  | 4       |
| Голбол           | 1 | 0  | 0  | 1       |
| Пауерліфтинг     | 0 | 2  | 2  | 4       |
| Легка атлетика   | 0 | 2  | 1  | 3       |
| Настільний теніс | 0 | 1  | 3  | 4       |
| Стрільба         | 0 | 1  | 0  | 1       |
| Фехтування       | 0 | 0  | 1  | 1       |
| Total            | 6 | 10 | 12 | 28      |

### Мультимедалісти
| Мультимедалісти | Мультимедалісти | Мультимедалісти | Мультимедалісти | Мультимедалісти | Мультимедалісти | Мультимедалісти |
| --------------- | --------------- | --------------- | --------------- | --------------- | --------------- | --------------- |
| Ім'я            | Вид спорту      | 1               | 2               | 3               | Загалом         |                 |
| Умут Унлю       | Плавання        | 2               | 0               | 0               | 2               |                 |

## Учасники
| Вид спорту          | Чоловіки | Жінки | Загалом |
| ------------------- | -------- | ----- | ------- |
| Стрільба з лука     | 4        | 5     | 9       |
| Легка атлетика      | 6        | 10    | 16      |
| Бадмінтон на візках | 0        | 2     | 2       |
| Футбол (5 x 5)      | 10       | Н/Д   | 10      |
| Голбол              | 0        | 6     | 6       |
| Дзюдо               | 5        | 5     | 10      |
| Паратріатлон        | 1        | 0     | 1       |
| Пауерліфтинг        | 2        | 3     | 5       |
| Гребля              | 1        | 1     | 2       |
| Стрільба            | 3        | 5     | 8       |
| Плавання            | 2        | 4     | 6       |
| Настільний теніс    | 3        | 5     | 8       |
| Тхеквондо           | 4        | 4     | 8       |
| Баскетбол на візках | 1        | 0     | 1       |
| Теніс на візках     | 2        | 0     | 2       |
| Загалом             | 44       | 50    | 94      |

## Стрільба з лука
Туреччина відправила дев'ять своїх лучників, які змогли виграти путівки на Паралімпіаду на Світовому чемпіонаті з парастільби 2023, який пройшов у чеському місті Плзень, та на світовому кваліфікаціному турнірі 2023 в Дубай, ОАЕ.
Чоловіки
| Спортсмен          | Змагання                       | Тур  | Тур   | 1/32                             | 1/16                           | Чвертьфінал                    | Півфінал        | Фінал           | Фінал |
| Спортсмен          | Змагання                       | Очки | Місце | Суперник Очки                    | Суперник Очки                  | Суперник Очки                  | Суперник Очки   | Суперник Очки   | Місце |
| ------------------ | ------------------------------ | ---- | ----- | -------------------------------- | ------------------------------ | ------------------------------ | --------------- | --------------- | ----- |
| Бахаттін Хекімоглу | Одиночний залік W1             | 661  | 2     | Н/Д                              | Тонтон (ITA) · Поразка 134-138 | Завершив виступ                | Завершив виступ | Завершив виступ | 5     |
| Їгіт Джанер Айдин  | Одиночний залік W1             | 640  | 8     | Андерсон (RSA) · Поразка 132-133 | Завершив виступ                | Завершив виступ                | Завершив виступ | Завершив виступ | 9     |
| Садик Саваш        | Класичний лук, одиночний залік | 646  | 4     | Резенде (BRA) · Перемога 6–0     | Нецірі (THA) · Перемога 6–4    | Араб Амері (IRI) · Поразка 6–0 | Завершив виступ | Завершив виступ | 5     |
| Явуз Папаган       | Класичний лук, одиночний залік | 605  | 18    | Фабчіч (SLO) · Перемога 6–4      | Квак (KOR) · Поразка 2–6       | Завершив виступ                | Завершив виступ | Завершив виступ | 9     |

Жінки
| Спортсменка      | Змагання                       | Тур    | Тур   | 1/32                          | 1/16                                | Чвертьфінал                      | Півфінал                         | Фінал                            | Фінал |
| Спортсменка      | Змагання                       | Очки   | Місце | Суперниця Очки                | Суперниця Очки                      | Суперниця Очки                   | Суперниця Очки                   | Суперниця Очки                   | Місце |
| ---------------- | ------------------------------ | ------ | ----- | ----------------------------- | ----------------------------------- | -------------------------------- | -------------------------------- | -------------------------------- | ----- |
| Ніль Мисир       | Одиночний залік W1             | 572    | 9     | Н/Д                           | Пелліццарі (ITA) · Перемога 118-112 | Мусілова (CZE) · Поразка 125-126 | Завершила виступ                 | Завершила виступ                 | 5     |
| Ознур Джюре      | Блочний лук, одиночний залік   | 704 СР | 1     | Н/Д                           | Фереллі (INA) · Перемога 143-128    | Адхана (IND) · Перемога 145-140  | Ґрінгем (GBR) · Перемога 145-143 | Хемматі (IRI) · Перемога 144-141 | 1     |
| Севґі Йорулмаз   | Блочний лук, одиночний залік   | 634    | 27    | Шюпен (FRA) · Поразка 127-130 | Завершила виступ                    | Завершила виступ                 | Завершила виступ                 | Завершила виступ                 | 17    |
| Мерве Нур Ероглу | Класичний лук, одиночний залік | 581    | 8     | Н/Д                           | Ольшевська (POL) · Поразка 0-6      | Завершила виступ                 | Завершила виступ                 | Завершила виступ                 | 9     |
| Ягмур Шенґюль    | Класичний лук, одиночний залік | 579    | 10    | Посада (CUB) · Перемога 6-0   | Пуджа (IND) · Поразка 0-6           | Завершила виступ                 | Завершила виступ                 | Завершила виступ                 | 9     |

Пари
| Спортсмени                    | Змагання                    | Тур  | Тур   | 1/16          | Чвертьфінал                    | Півфінал              | Фінал              | Фінал |
| Спортсмени                    | Змагання                    | Очки | Місце | Суперник Очки | Суперник Очки                  | Суперник Очки         | Суперник Очки      | Місце |
| ----------------------------- | --------------------------- | ---- | ----- | ------------- | ------------------------------ | --------------------- | ------------------ | ----- |
| Бахаттін Хекімоглу Ніль Мисир | Парний залік W1             | 1233 | 5     | Н/Д           | Південна Корея Поразка 132-134 | Завершили виступ      | Завершили виступ   | 5     |
| Садик Саваш Мерве Нур Ероглу  | Парний залік, класичний лук | 1227 | 3     | Н/Д           | Україна Перемога 5-3           | Словенія Перемога 5-4 | Італія Поразка 2-6 | 2     |

## Легка атлетика
Змагання на треку
| Спортсмен       | Дисципліна                    | Кваліфікація | Кваліфікація | Фінал     | Фінал  |
| Спортсмен       | Дисципліна                    | Результат    | Місце        | Результат | Місце  |
| --------------- | ----------------------------- | ------------ | ------------ | --------- | ------ |
| Серкан Їлдирим  | біг на 100 м — T12            | 10.89 DQ     | 1 Q          | 10.70 DQ  | 1      |
| Серкан Їлдирим  | біг на 400 м — T12            | Н/Д DQ       | Н/Д DQ       | Н/Д DQ    | Н/Д DQ |
| Огуз Акбулут    | чоловіки, біг на 400 м — T12  | 50.04        | 4 Q          | 50.68     | 4      |
| Мікаіл Алі      | чоловіки, біг на 1500 м — T13 | Н/Д          | Н/Д          | 3:55.34   | 8      |
| Мікаіл Алі      | чоловіки, біг на 5000 м — T13 | Н/Д          | Н/Д          | 16:12.45  | 7      |
| Айсель Ондер    | жінки, біг на 400 м — T20     | 54.96 СР     | 1 Q          | 55.23     | 2      |
| Хаміде Доганґюн | жінки, біг на 100 м — T53     | Н/Д          | Н/Д          | 16.88     | 6      |
| Хаміде Доганґюн | жінки, біг на 400 м — T53     | Н/Д          | Н/Д          | 56.90     | 5      |
| Хаміде Доганґюн | жінки, біг на 800 м — T53     | Н/Д          | Н/Д          | 1:51.70   | 4      |

Змагання на полі
Чоловіки
| Спортсмен         | Дисципліна           | Фінал     | Фінал |
| Спортсмен         | Дисципліна           | Дистанція | Місце |
| ----------------- | -------------------- | --------- | ----- |
| Абдуллах Илґаз    | Стрибки у висоту T47 | 1.98      | 4     |
| Мухаммет Атиджи   | Штовхання ядра F20   | 16.09     | 5     |
| Мохаммад Халванді | Метання списа F57    | 49.97     | 2     |

Жінки
| Спортсменка       | Дисципліна            | Фінал     | Фінал |
| Спортсменка       | Дисципліна            | Дистанція | Місце |
| ----------------- | --------------------- | --------- | ----- |
| Бюшра Нур Тирикли | Метання диска F11     | 26.08     | 8     |
| Есра Байрак       | Стрибки в довжину T20 | 5.64      | 4     |
| Фатма Дама Алтин  | Стрибки в довжину T20 | 5.73      | 3     |
| Рейхан Ташделен   | Стрибки в довжину T20 | 5.11      | 12    |
| Серап Деміркапу   | Метання списа F13     | DNS       | DNS   |
| Ебрар Кескін      | Штовхання ядра F20    | 13.66     | 5     |
| Еда Їлдирим       | Штовхання ядра F20    | 11.95     | 13    |
| Рабія Джіріт      | Штовхання ядра F40    | 7.46      | 9     |

## Бадмінтон
| Спортсмен    | Дисципліна                  | Кваліфікація                           | Кваліфікація                               | Кваліфікація                          | Кваліфікація | Чвертьфінал                                  | Півфінал          | Фінал/ БМ         | Фінал/ БМ |
| Спортсмен    | Дисципліна                  | Суперниця Рахунок                      | Суперниця Рахунок                          | Суперниця Рахунок                     | Місце        | Суперниця Рахунок                            | Суперниця Рахунок | Суперниця Рахунок | Місце     |
| ------------ | --------------------------- | -------------------------------------- | ------------------------------------------ | ------------------------------------- | ------------ | -------------------------------------------- | ----------------- | ----------------- | --------- |
| Еміне Сечкін | жінки, одиночний розряд WH2 | Ямазакі (JPN) · Поразка (15–21, 14–21) | Юйтун (CHN) · Поразка (5–21, 8–21)         | Н/Д                                   | 3            | Завершила виступ                             | Завершила виступ  | Завершила виступ  | 7         |
| Халіме Їлдиз | жінки, одиночний розряд SL3 | Іто (JPN) · Перемога (21–10, 21–4)     | Хенпрайван (THA) · Перемога (21-12, 21–18) | Цзусянь (CHN) · Поразка (9–21, 10-21) | 2 Q          | Козина (UKR) · Поразка (21–14, 15-21, 24-26) | Завершила виступ  | Завершила виступ  | 5         |

## Футбол (5 x 5)
Турецька чоловіча футбольна команда кваліфікувалася на участь у Літніх Паралімпійських іграх 2024 завдяки перемозі у Чемпіонаті Європи 2022, який пройшов у місті [Пескара]], Італія.
Підсумок
| Команда          | Змагання            | Груповий раунд      | Груповий раунд      | Груповий раунд      | Груповий раунд | 7-8 місце            | 7-8 місце |
| Команда          | Змагання            | Суперник Рахунок    | Суперник Рахунок    | Суперник Рахунок    | Місце          | Суперник Рахунок     | Місце     |
| ---------------- | ------------------- | ------------------- | ------------------- | ------------------- | -------------- | -------------------- | --------- |
| Чоловіча команда | Чоловічий чемпіонат | (BRA) · Поразка 0–3 | (CHN) · Поразка 0–2 | (FRA) · Поразка 0–2 | 4              | (JPN) · Перемога 2–0 | 7         |

## Голбол
Підсумок
| Команда        | Змагання          | Груповий раунд    | Груповий раунд      | Груповий раунд       | Груповий раунд | Чвертьфінал          | Півфінал             | Фінал/ БМ            | Фінал/ БМ |
| Команда        | Змагання          | Суперник Рахунок  | Суперник Рахунок    | Суперник Рахунок     | Місце          | Суперник Рахунок     | Суперник Рахунок     | Суперник Рахунок     | Місце     |
| -------------- | ----------------- | ----------------- | ------------------- | -------------------- | -------------- | -------------------- | -------------------- | -------------------- | --------- |
| Жіноча команда | Жіночий чемпіонат | (BRA) · Нічия 3–3 | (CHN) · Поразка 5–7 | (ISR) · Перемога 5–4 | 2 Q            | (KOR) · Перемога 6–3 | (BRA) · Перемога 3–1 | (ISR) · Перемога 8–3 | 1         |

## Дзюдо
Чоловіки
| Спортсмен          | Дисципліна     | 1/16                           | Чвертьфінал                     | Півфінал                          | Повторна кваліфікація 1 | Повторна кваліфікація 2       | Фінал/ БМ                       | Фінал/ БМ |
| Спортсмен          | Дисципліна     | Суперник Результат             | Суперник Результат              | Суперник Результат                | Суперник Результат      | Суперник Результат            | Суперник Результат              | Місце     |
| ------------------ | -------------- | ------------------------------ | ------------------------------- | --------------------------------- | ----------------------- | ----------------------------- | ------------------------------- | --------- |
| Ґьокче Явуз        | до 73 кг J1    | Яфа (POR) · Поразка 00–10      | Завершив виступ                 | Завершив виступ                   | Завершив виступ         | Завершив виступ               | Завершив виступ                 | 9         |
| Ясін Чімджілер     | до 90 кг J1    | Н/Д                            | Дашцерен (ITA) · Перемога 10–00 | Кавальканте (BRA) · Поразка 00–11 | Н/Д                     | Н/Д                           | Крецул (MDA) · Поразка 01–10    | 5         |
| Онур Таштан        | понад 90 кг J1 | Н/Д                            | Дашцерен (MGL) · Поразка 00–10  | Завершив виступ                   | Н/Д                     | Утепов (KAZ) · Перемога 10–00 | Грандрі (FRA) · Поразка 00–10   | 5         |
| Реджеп Чіфтчі      | до 73 кг J2    | Варгочкі (ROM) · Поразка 00–10 | Завершив виступ                 | Завершив виступ                   | Завершив виступ         | Завершив виступ               | Завершив виступ                 | 9         |
| Ібрахім Бьолюкбаші | понад 90 кг J2 | Н/Д                            | Н/Д                             | Скеллі (GBR) · Перемога 01–00     | Н/Д                     | Н/Д                           | Чікоїдзе (GEO) · Перемога 01–00 | 1         |

Жінки
| Спортсмен        | Дисципліна     | 1/16                           | Чвертьфінал                      | Півфінал                       | Повторна кваліфікація         | Фінал/ БМ                       | Фінал/ БМ |
| Спортсмен        | Дисципліна     | Суперниця Результат            | Суперниця Результат              | Суперниця Результат            | Суперниця Результат           | Суперниця Результат             | Місце     |
| ---------------- | -------------- | ------------------------------ | -------------------------------- | ------------------------------ | ----------------------------- | ------------------------------- | --------- |
| Еджем Ташин      | до 48 кг J1    | Н/Д                            | Мюллер (GER) · Перемога 10–00    | Хангай (JPN) · Поразка 00–01   | Н/Д                           | Масуру (GRE) · Перемога 10-00   | 3         |
| Мерве Услу       | до 70 кг J1    | Н/Д                            | Соуза (BRA) · Поразка 00–10      | Завершила виступ               | Лауріа (ITA) · Перемога 10–00 | Пернхайм (SWE) · Поразка 00–11  | 5         |
| Назан Акин Ґюнеш | понад 70 кг J1 | Н/Д                            | Ісмієва (AZE) · Перемога 10–00   | Зоага (BRA) · Поразка 00-10    | Н/Д                           | Ергашева (UZB) · Перемога 10–00 | 3         |
| Джахіде Еке      | до 48 кг J1    | Н/Д                            | Іваницька (UKR) · Перемога 01–00 | Науатбек (KAZ) · Поразка 00–11 | Н/Д                           | Тал (GER) · Перемога 10-00      | 3         |
| Дьондю Єшільюрт  | до 57 кг J2    | Бруссіґ (GER) · Перемога 11–00 | Арсе Пайно (ESP) · Поразка 00–11 | Завершила виступ               | Ван (CHN) · Перемога 10–01    | Федосова (KAZ) · Поразка 00–11  | 5         |

## Паратриатлон
| Спортсмен     | Дисципліна    | Плавання | Trans 1 | Велогонка | Trans 2 | Біг   | Загальний час | Місце |
| ------------- | ------------- | -------- | ------- | --------- | ------- | ----- | ------------- | ----- |
| Угурджан Озер | Чоловіки PTS5 | 11:32    | 0:58    | 30:51     | 0:32    | 17:24 | 1:01:17       | 6     |

## Пауерліфтинг
| Спортсмен         | Дисципліна        | Загальна піднята вага | Місце |
| ----------------- | ----------------- | --------------------- | ----- |
| Абдуллах Каяпинар | Чоловіки до 49 кг | 180                   | 2     |
| Угур Юмук         | Чоловіки до 72 кг | 180                   | 7     |
| Назміє Муратли    | Жінки до 45 кг    | 108                   | 3     |
| Бесра Думан       | Жінки до 55 кг    | 113                   | 2     |
| Сібель Чам        | Жінки до 73 кг    | 120                   | 3     |

## Веслування
| Спортсмен                       | Дисципліна   | Заплив  | Заплив | Повторна кваліфікація | Повторна кваліфікація | Фінал    | Фінал |
| Спортсмен                       | Дисципліна   | Час     | Місце  | Час                   | Місце                 | Час      | Місце |
| ------------------------------- | ------------ | ------- | ------ | --------------------- | --------------------- | -------- | ----- |
| Нуршен Шен Їгіт Догукан Бозкурт | Парна двійка | 9:28.00 | 5 R    | 9:50.70               | 5 FB                  | 10:01.19 | 9     |

## Стрільба
Чоловіки
| Спортсмен            | Дисципліна                              | Кваліфікація | Кваліфікація | Фінал           | Фінал           |
| Спортсмен            | Дисципліна                              | Очки         | Місце        | Очки            | Місце           |
| -------------------- | --------------------------------------- | ------------ | ------------ | --------------- | --------------- |
| Мурат Огуз           | P1 пневматичний пістолет, 10 метрів SH1 | 560          | 12           | Завершив виступ | Завершив виступ |
| Мухаррем Корхан Ямач | P1 пневматичний пістолет, 10 метрів SH1 | 555          | 17           | Завершив виступ | Завершив виступ |

Жінки
| Спортсмен            | Дисципліна                                      | Кваліфікація | Кваліфікація | Фінал            | Фінал            |
| Спортсмен            | Дисципліна                                      | Очки         | Місце        | Очки             | Місце            |
| -------------------- | ----------------------------------------------- | ------------ | ------------ | ---------------- | ---------------- |
| Айсель Озґан         | P2 пневматичний пістолет, 10 метрів SH1         | 560          | 4 Q          | 231.1            | 2                |
| Айшеґюль Пехліванлар | P2 пневматичний пістолет, 10 метрів SH1         | 556          | 7 Q          | 190.9            | 4                |
| Чагла Баш            | R2 пневматичний пістолет стоячки, 10 метрів SH1 | 613.0        | 14           | Завершила виступ | Завершила виступ |

Змішаний турнір
| Спортсмен            | Дисципліна                                       | Кваліфікація | Кваліфікація | Фінал           | Фінал           |
| Спортсмен            | Дисципліна                                       | Очки         | Місце        | Очки            | Місце           |
| -------------------- | ------------------------------------------------ | ------------ | ------------ | --------------- | --------------- |
| Мурат Огуз           | P3 – пістолет, 25 метрів SH1                     | 540          | 23           | Завершив виступ | Завершив виступ |
| Мухаррем Корхан Ямач | P3 – пістолет, 25 метрів SH1                     | 561          | 15           | Завершив виступ | Завершив виступ |
| Джеват Караґьоль     | P4 – пістолет, 50 метрів SH1                     | 495          | 27           | Завершив виступ | Завершив виступ |
| Айшеґюль Пехліванлар | P4 – пістолет, 50 метрів SH1                     | 533          | 8 Q          | 142.7           | 6               |
| Ерхан Джошкунер      | R3 – пневматична гвинтівка лежачи, 10 метрів SH1 | 632.7        | 12           | Завершив виступ | Завершив виступ |
| Ерхан Джошкунер      | R6 - гвинтівка лежачи, 50 метрівe SH1            | 609.1        | 32           | Завершив виступ | Завершив виступ |
| Хакан Чевік          | R5 – пневматична гвинтівка стоячи, 10 метрів SH2 | 619.1        | 28           | Завершив виступ | Завершив виступ |
| Хакан Чевік          | R5 – пневматична гвинтівка лежачи, 10 метрів SH2 | 635.7        | 10           | Завершив виступ | Завершив виступ |

## Плавання
Чоловіки
| Спортсмен          | Дисципліна                     | Запливи   | Запливи | Фінал           | Фінал           |
| Спортсмен          | Дисципліна                     | Результат | Місце   | Результат       | Місце           |
| ------------------ | ------------------------------ | --------- | ------- | --------------- | --------------- |
| Умут Унлю          | 50 м. вільним стилем S3        | 44.90     | 1 Q     | 44.83           | 1               |
| Умут Унлю          | 50 м. на спині S3              | 52.97     | 7 Q     | 53.17           | 7               |
| Умут Унлю          | 200 м. комплексне плавання SM3 | 3:16.68   | 5 Q     | 3:18.00         | 6               |
| Умут Унлю          | 200 м. вільним стилем S3       | 3:20.29   | 1 Q     | 3:19.53         | 1               |
| Турґут Аслан Ярман | 100 м. вільним стилем S8       | 1:00.64   | 10      | Завершив виступ | Завершив виступ |
| Турґут Аслан Ярман | 100 м. на спині S8             | 1:08.87   | 7Q      | 1:07.72         | 4               |
| Турґут Аслан Ярман | 200 м. комплексне плавання S8  | 2:32.28   | 11      | Завершив виступ | Завершив виступ |
| Турґут Аслан Ярман | 400 м. вільним стилем S8       | 4:45.71   | 14      | Завершив виступ | Завершив виступ |

Жінки
| Спортсмен        | Дисципліна                     | Запливи   | Запливи | Фінал            | Фінал            |
| Спортсмен        | Дисципліна                     | Результат | Місце   | Результат        | Місце            |
| ---------------- | ------------------------------ | --------- | ------- | ---------------- | ---------------- |
| Сюмейє Бояджи    | 50 м. батерфляєм S5            | 51.87     | 8 Q     | 49.67            | 7                |
| Сюмейє Бояджи    | ]50 м. на спині S5             | 43.84     | 5 Q     | 43.30            | 4                |
| Сюмейє Бояджи    | 100 м. вільним стилем S5       | 1:32.44   | 10      | Завершила виступ | Завершила виступ |
| Сюмейє Бояджи    | 200 м. вільним стилем S5       | 3:17.25   | 12      | Завершила виступ | Завершила виступ |
| Севіляй Озтюрк   | 50 м. батерфляєм S5            | 44.70     | 3 Q     | 43.70            | 3                |
| Севіляй Озтюрк   | 50 м. на спині S5              | 45.34     | 8 Q     | 43.30            | 7                |
| Севіляй Озтюрк   | 100 м. вільним стилем S5       | 1:35.50   | 14      | Завершила виступ | Завершила виступ |
| Севіляй Озтюрк   | 200 м. комплексне плавання SM5 | 4:00.04   | 10      | Завершила виступ | Завершила виступ |
| Еліф Ільдем      | 50 м. на спині S2              | 1:44.64   | 9       | Завершила виступ | Завершила виступ |
| Еліф Ільдем      | 100 м. на спині S2             | 3:37.03   | 9       | Завершила виступ | Завершила виступ |
| Мер'єм Нур Тунуг | 200 м. вільним стилем S5       | 3:37.91   | 17      | Завершила виступ | Завершила виступ |
| Мер'єм Нур Тунуг | 200 м. комплексне плавання SM5 | 4:19.93   | 14      | Завершила виступ | Завершила виступ |

## Настільний теніс
Від Туреччини брало участь сім спортсменів. Ебру Аджер гарантувала собі місце завдяки перемоза на Віртус Глобал Геймс 2023 у місті Віші, Франція. Наступними путівку на Паралімпіаду отримали Абдуллах Озтюрк і Кюбра Очсой Коркут після перемоги у Європейському чемпіонаті 2023, який було проведено у Шеффілді у Великій Британії. Решта спортсменів кваліфікувалася через місце у глобальном рейтингу Міжнародної федерації настільного тенісу.
Чоловіки
| Спортсмен                   | Дисципліна                    | 1/16                          | Чвертьфінали                | Півфінали / БM             | Фінал            | Фінал |
| Спортсмен                   | Дисципліна                    | Суперник Рахунок              | Суперник Рахунок            | Суперник Рахунок           | Суперник Рахунок | Місце |
| --------------------------- | ----------------------------- | ----------------------------- | --------------------------- | -------------------------- | ---------------- | ----- |
| Абдуллах Озтюрк             | Одиночний розряд С4           | Огункунле (NGR) · Поразка 1-3 | Завершив виступ             | Завершив виступ            | Завершив виступ  | 9     |
| Несім Туран                 | Одиночний розряд С4           | Родрігес (CHI) · Перемога 3-1 | Кім (KOR) · Поразка 1-3     | Завершив виступ            | Завершив виступ  | 5     |
| Алі Озтюрк                  | Одиночний розряд С5           | Ліу (CHN) · Перемога 3-2      | Баус (GER) · Перемога 3-2   | Урхауг (NOR) · Поразка 0–3 | Завершив виступ  | 3     |
| Абдуллах Озтюрк Несім Туран | Чоловіки командний розряд MD8 | Аргентина Перемога 3–1        | Південна Корея Перемога 3–0 | Німеччина Поразка 2–3      | Завершили виступ | 3     |

Жінки
| Спортсмен                  | Дисципліна                  | 1/16                          | Чвертьфінали                  | Півфінали / БM             | Фінал                       | Фінал |
| Спортсмен                  | Дисципліна                  | Суперник Рахунок              | Суперник Рахунок              | Суперник Рахунок           | Суперник Рахунок            | Місце |
| -------------------------- | --------------------------- | ----------------------------- | ----------------------------- | -------------------------- | --------------------------- | ----- |
| Хатідже Думан              | одиночний розряд C3         | Рагацціні (ITA) · Поразка 0-3 | Завершила виступ              | Завершила виступ           | Завершила виступ            | 9     |
| Кюбра Очсой Коркут         | одиночний розряд C7         | не брав участі                | Перес (MEX) · Перемога 3-2    | Твомі (GBR) · Перемога 3-2 | ван Зон (NED) · Поразка 2-3 | 2     |
| Мерве Демір                | одиночний розряд C10        | Партика (POL) · Поразка 0-3   | Завершила виступ              | Завершила виступ           | Завершила виступ            | 9     |
| Ебру Аджер                 | одиночний розряд C11        | не брав участі                | Ферне (FRA) · Перемога 3-1    | Вада (JPN) · Поразка 2-3   | Завершила виступ            | 3     |
| Мерве Демір Несліхан Кавас | жінки командний розряд WD20 | Швеція Перемога 3–0           | Китайський Тайбей Поразка 0–3 | Завершили виступ           | Завершили виступ            | 5     |

Мікст
| Спортсмен                     | Дисципліна                  | 1/32             | 1/16                   | Чвертьфінал      | Півфінал         | Фінал / БМ       | Фінал / БМ |
| Спортсмен                     | Дисципліна                  | Суперник Рахунок | Суперник Рахунок       | Суперник Рахунок | Суперник Рахунок | Суперник Рахунок | Місце      |
| ----------------------------- | --------------------------- | ---------------- | ---------------------- | ---------------- | ---------------- | ---------------- | ---------- |
| Абдуллах Озтюрк Хатідже Думан | мікст командний розряд MD18 | Н/Д              | Словаччина Поразка 0–3 | Завершили виступ | Завершили виступ | Завершили виступ | 9          |

## Тхеквондо
Чоловіки
| Спортсмен         | Дисципліна   | Перший раунд              | Чвертьфінали                      | Півфінали                       | Повторна кваліфікація | Фінал / БМ                   | Фінал / БМ |
| Спортсмен         | Дисципліна   | Суперник Результат        | Суперник Результат                | Суперник Результат              | Суперник Результат    | Суперник Результат           | Місце      |
| ----------------- | ------------ | ------------------------- | --------------------------------- | ------------------------------- | --------------------- | ---------------------------- | ---------- |
| Алі Джан Озджан   | до 58 кг.    | не брав участі            | Вільялобос (ESP) · Перемога 22–17 | Зейналов (AZE) · Перемога 23–18 | Н/Д                   | Ясур (ISR) · Поразка 12–19   | 2          |
| Махмут Бозтеке    | до 63 кг.    | не брав участі            | Мілад (ISR) · Перемога 30–7       | Торквато (BRA) · Перемога 10–6  | Н/Д                   | Ердене (MGL) · Перемога 9–7  | 1          |
| Фатіх Челік       | до 70 кг.    | не брав участі            | Ніколадзе (GEO) · Перемога 24–19  | [Кудо (JPN) · Перемога 15–10    | Н/Д                   | Халілов (AZE) · Поразка 2–15 | 2          |
| Мехмет Самі Сарач | понад 80 кг. | Кейта (SEN) · Поразка 4–6 | Завершив виступ                   | Завершив виступ                 | Завершив виступ       | Завершив виступ              | 11         |

Жінки
| Спортсмен            | Дисципліна | Перший раунд                 | Чвертьфінали                   | Півфінали                   | Повторна кваліфікація       | Фінал / БМ                  | Фінал / БМ |
| Спортсмен            | Дисципліна | Суперник Результат           | Суперник Результат             | Суперник Результат          | Суперник Результат          | Суперник Результат          | Місце      |
| -------------------- | ---------- | ---------------------------- | ------------------------------ | --------------------------- | --------------------------- | --------------------------- | ---------- |
| Нурджіхан Екінджі    | до 47 кг.  | Танвар (IND) · Перемога 19–0 | Пуангкіча (THA) · Поразка 4–8  | Завершила виступ            | Худададі Поразка 1–9        | Завершила виступ            | 7          |
| Мер'єм Бетюль Чавдар | до 52 кг.  | не брав участі               | Джапарідзе (GEO) · Поразка 6–7 | Н/Д                         | Штумпф (BRA) · Перемога 8–6 | Кіхано (MEX) · Перемога 6–3 | 3          |
| Ґамзе Ґюрдал         | до 57 кг.  | не брав участі               | Вор (FIJ) · Перемога 29–5      | Мічев (SRB) · Перемога 14–1 | Н/Д                         | Юйцзє (CHN) · Поразка 0–11  | 2          |
| Сечіль Ер            | до 65 кг.  | не брав участі               | Дассі (CMR) · Поразка 6–13     | Завершила виступ            | Генцу (GRE) · Поразка 2–23  | Завершила виступ            | 7          |

## Фехтування на візках
Особистий залік
| Спортсмен   | Дисципліна        | 1/16                           | Чвертьфінали                 | Півфінали                     | Повторна кваліфікація 4         | Фінал / БМ                        | Фінал / БМ |
| Спортсмен   | Дисципліна        | Суперник Результат             | Суперник Результат           | Суперник Результат            | Суперник Результат              | Суперник Результат                | Місце      |
| ----------- | ----------------- | ------------------------------ | ---------------------------- | ----------------------------- | ------------------------------- | --------------------------------- | ---------- |
| Хакан Аккая | Чоловіки рапіра А | Кано (JPN) · Перемога 15–12    | Осват (HUN) · Перемога 15–14 | Бетті (ITA) · Поразка 9–15    | Ламбетіні (ITA) · Поразка 11–15 | Завершив виступ                   | 6          |
| Хакан Аккая | Чоловіки шпага А  | Налеваєк (POL) · Перемога 15–5 | Россі (ITA) · Перемога 15–10 | Гіллівер (GBR) · Поразка 6–15 | Манко (UKR) · Перемога 14–13    | Ламбертіні (ITA) · Перемога 15–13 | 3          |

## Теніс на візках
| Спортсмен                  | Дисципліна     | 1/16                                      | Чвертьфінали                            | Півфінали                     | Фінал / БМ                           | Фінал / БМ |
| Спортсмен                  | Дисципліна     | Суперник Результат                        | Суперник Результат                      | Суперник Результат            | Суперник Результат                   | Місце      |
| -------------------------- | -------------- | ----------------------------------------- | --------------------------------------- | ----------------------------- | ------------------------------------ | ---------- |
| Ахмет Каплан               | одиночний Quad | Вагнер (USA) · Перемога 6–1, 6-2          | Лапторн (GBR) · Перемога 6-4, 3-6, 6-3  | Вінк (NED) · Поразка 1-6, 1-6 | Сассон (ISR) · Поразка 7-5, 4-6, 1-6 | 4          |
| Угур Алтинель              | одиночний Quad | Слейд (GBR) · Поразка 6–76–8, 7–67–1, 6–1 | Завершив виступ                         | Завершив виступ               | Завершив виступ                      | 9          |
| Ахмет Каплан Угур Алтинель | парний Quad    | Н/Д                                       | Пенья/ · Сілва (BRA) · Поразка 2-6, 1-6 | Завершили виступ              | Завершили виступ                     | 5          |